# Tactics Ogre
Tactics Ogre ist ein Strategie-Rollenspiel (engl. kurz: SRPG) der Firma Quest. Es wurde als zweiter Teil der Ogre-Battle-Serie 1995 in Japan für das Super Famicom veröffentlicht. 1996 folgte eine Portierung für den Sega Saturn mit zusätzlicher Sprachausgabe, welche jedoch ebenfalls nur in Japan veröffentlicht wurde. 1997 erschien schließlich eine ins Englische übersetzte Version für die PlayStation. Für den Nintendo 64 erschien der Nachfolger Ogre Battle 3. Jedoch wurde von einer Portierung auf die hiesigen PAL-Systeme abgesehen, weshalb der Titel Spielern der NTSC-Gefilde in Japan und den USA vorbehalten blieb.
Im Juli 2010 kündigte Square Enix ein Remake von Tactics Ogre für die Sony PSP an. Square Enix ist nach dem Aufkauf der Firma Quest im Jahr 2002 Rechteinhaber des Spiels. Das Remake wird vom ursprünglichen Entwicklerteam um Hiroshi Minagawa, Yasumi Matsuno und Akihiro Yoshida entwickelt. Neben einer grafischen Auffrischung soll es auch einen völlig neuen Charakter, eine Überarbeitung der Story und ein ganz neues Gameplayelement namens Wheel of Fate geben. Während das Remake in Japan nach seinem neuen Gameplayelement benannt wird und Tactics Ogre: Wheel of Fate heißt, lautet der Titel in Nordamerika und Europa Tactics Ogre: Let Us Cling Together.
Dieses Spiel ist Bestandteil der Ogre-Battle-Saga-Serie und war das direkte Vorbild für das sehr erfolgreiche Final Fantasy Tactics, an dessen Entwicklung auch teilweise dieselben Personen tätig waren.

## Hintergrundgeschichte
Das Land Palatinus wird von einem Volk namens 'Auric' bewohnt. Nach einigen Jahren jedoch drang ein weiteres Volk in das Kernland von Palatinus ein. Das Volk aus dem Westen nannte sich 'Indigon'. Sie waren kriegserfahren, besiegten die Aurics und drängten sie in die kargen Berge im Osten. Doch dann erschien ein Mann, der später nur als der 'Progenitor' (lat. und engl. Stammvater) bekannt wurde. Mit gottgleicher Macht schleuderte er Blitze und Berge gegen seine Feinde und unterwarf diese. Er vereinte beide Völker und gründete das Königreich Palatinus. Die Nachfahren des Progenitor stellen seither den König.

## Gameplay
Neben einer sehr dichten Geschichte in der Welt Valeria, welche neben der umfangreichen und nicht völlig linearen Hauptgeschichte sehr viele Nebenquests und alternative Wege bietet, zeichnet sich das Spiel durch eine für SNES-Verhältnisse sehr detaillierte Grafik mit mittelalterlichem europäischem Flair aus. Das Berufssystem, welches hier über zwei Dutzend Alternativen zur Wahl stellt, beruht auf Voraussetzungen in den Charakterwerten (Krieger müssen kräftig sein, Magier müssen intelligent sein und so weiter) und bietet viel Flexibilität.
Die Kampfdarstellung (und auch die Zwischensequenzen) finden in einer isometrischen 3D-Umgebung statt, in welcher sich die einzelnen Figuren der Gruppe rundenweise bewegen, und somit neben der direkten Auseinandersetzung eine taktische Komponente in das Spiel einführen (im Vergleich zur zuvor verwendeten Top-Down-Optik in Spielen wie Shining Force oder Fire Emblem), da neben der relativen Positionierung zueinander auch die unterschiedlichen Höhenstufen Auswirkungen im Spiel haben. Neben der Charakterentwicklung, nimmt das Micromanagement der Ausrüstung und Zaubersprüche einen großen Teil in dieser Art Spiel ein.

## Ableger

### Tactics Ogre: The Knights of Lodis
2000 erschien für den Game Boy Advance ein Ableger names Tactics Ogre: The Knights of Lodis. Das Spiel ähnelt seinem Vorgänger optisch sehr stark und bietet neben dem bereits bekannten Spielsystem auch einen Mehrspielermodus. Das bisherige Kampfsystem der Vorgänger wurde jedoch durch das aus Final Fantasy Tactics bekannte System ersetzt.
Die einzelnen Berufe werden nun weiter in der Ausübung beschränkt und müssen über spezielle Embleme (für die man bestimmte Leistungen erbringen muss) freigeschaltet werden. Ansonsten bleibt es beim bereits bekannten Magie- und Ausrüstungssystem.